# Procèle
Le terme procœle ou procèle qualifie une vertèbre dont le corps vertébral est sur la face crâniale concave et sur la face caudale convexe. Ce type de vertèbre se retrouve chez les amphibiens Anoures et la majorité des reptiles actuels.